# Força Réal
Pour les articles homonymes, voir Réal.
Força Réal est un sommet des Pyrénées culminant à 510 m d'altitude dans le département français des Pyrénées-Orientales.

## Toponymie
Força real signifie, en catalan, « force royale ». Le nom original est Castri de Força Real, où Castri désigne une forteresse. Il apparait en 1322 lors de la construction d'une forteresse à cet endroit par le roi de Majorque. Auparavant, cette montagne s'appelait mont Ner, ce qui signifiait « mont Noir ». Ce nom est resté attaché à la commune voisine de Montner.

## Géographie

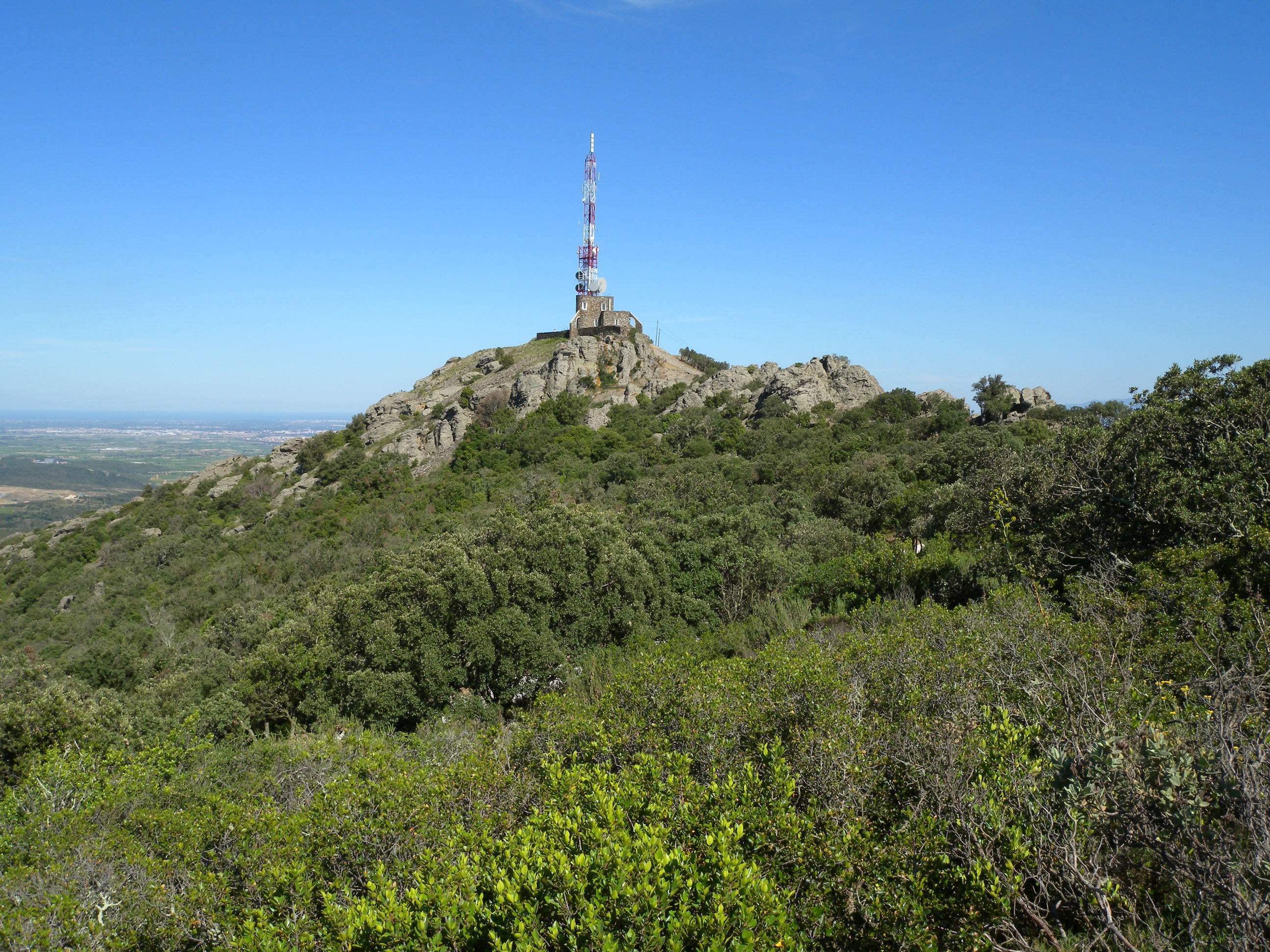
L'antenne.

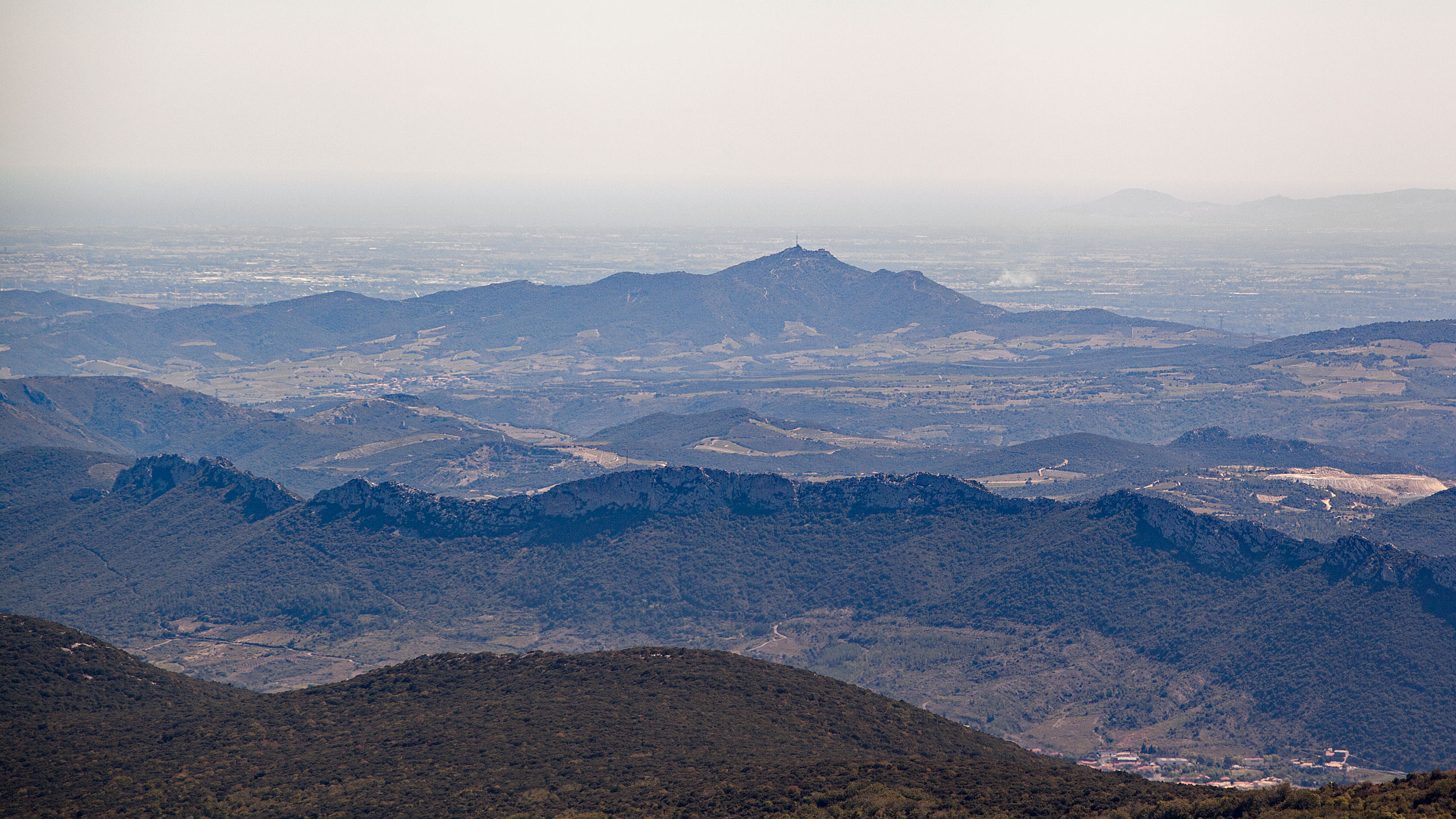
Força Real vu depuis le pech de Bugarach.

Força Réal est situé dans le Sud-Ouest de la France, dans la région Occitanie et le département des Pyrénées-Orientales, sur les territoires communaux de Montner au nord, Millas au sud-ouest et Corneilla-la-Rivière au sud-est. Il se trouve à une quinzaine de kilomètres à l'ouest de Perpignan et à environ 140 kilomètres au sud-est de Toulouse et au sud-ouest de Montpellier. La côte méditerranéenne est à 28 kilomètres à l'est. Il s'élève à 510 mètres d'altitude. Grâce à son relatif isolement et l'antenne-relais qui coiffe son sommet, il est aisément reconnaissable. Un ermitage est situé sur la crête ouest à 250 mètres du sommet. Força Réal surplombe la vallée de la Têt au cœur du Ribéral, au sud, qu'alimentent quelques cours d'eau intermittents nés sur ses flancs. Seul un ravin sur le versant nord-ouest appartient à la vallée de l'Agly, au nord. Les deux bassins sont séparés par le col de la Bataille (265 m), qui est franchi par la route départementale 612 et d'où part la départementale 38 qui permet d'accéder à un parking en contrebas de l'ermitage. Le sommet est visible depuis la plaine du Roussillon, et offre une vue jusqu'à la côte Vermeille, les Aspres, le Conflent, le massif des Corbières et l'étang de Salses. Il se trouve dans les Corbières catalanes et fait face aux Fenouillèdes, à l'extrémité orientale des Pyrénées.

## Histoire

### La forteresse royale, diteForça Réal
Au traité de Corbeil en 1258, les nouveaux maîtres du comté de Roussillon, les rois d'Aragon, puis de Majorque, construisirent un château qui entrait dans le dispositif de défense de la frontière Nord du royaume sur cet emplacement militaire idéal. On bâtit sur un des mamelons une tour à signaux et sur l'autre un petit fort. Il complétait la ligne composée du château de Salses et d'Opoul entre autres. Ce château fut surnommé « le château royal », ce qui a donné en catalan de l'époque Força Real.
Il fut construit par Nuno Sanche de Roussillon. On sait qu'il fut occupé en 1343 par le roi d'Aragon Pierre IV le Cérémonieux qui mit fin au royaume de Majorque. Dès le début du XVe siècle le château perdit de son importance. Sa mission fut de servir de vigie, dernière mission avant que le traité des Pyrénées, en 1659, supprima la frontière en usage pour la déplacer au sud des Albères.
En 1693, le château et la tour furent définitivement détruits, et le site fut transformé sur instruction de Jeanne Ros, veuve du baron de Montclar en ermitage. Les éléments militaires furent démantelés partiellement pour réutiliser les pierres de construction.

### L'ermitage

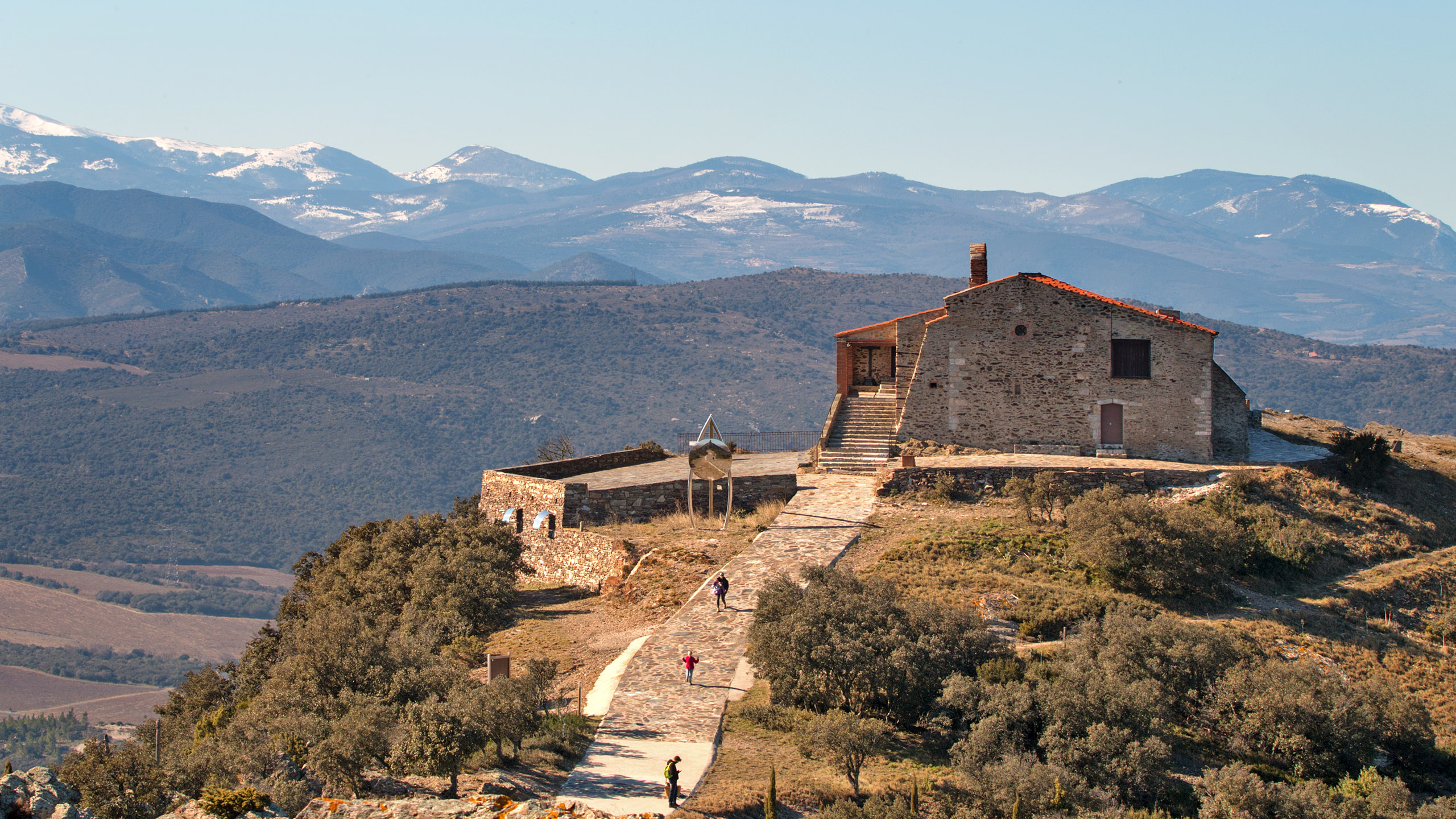
L'ermitage.

L'ermitage de Força Real est Conjurador dont le rôle est de « chasser les orages désastreux » qui se forment, poussés par la tramontane afin qu'ils ne s'abattent pas sur la plaine du Roussillon.
L'histoire de l'ermitage de Força réal commence le 19 avril 1693. Par acte de concession la noble dona Joana de Ros, baronne de Montclar, dame de Millau, usant de son droit de propriété, concède au révérend François Bobo, prêtre de la paroisse de Pézilla-la-Rivière, le privilège de construire sur le territoire de Força Réal une chapelle dédiée à la Bienheureuse Vierge Marie. L'édification de la chapelle dura probablement quelques années. La première cloche fut bénite le 23 juin 1708 par le révérend père Gabriel Bruguera, curé de Millas. Les restes de la tour à signaux servirent de base à la construction de l'absidiole. La chapelle était entourée de plantations qui permettaient à l'ermite de vivre en autonomie (vignes, vergers, potagers)
En 1714 commence la procession annuelle de la paroisse de Millas, afin de conjurer les orages accompagnés de grêle qui, par vent de nord, s'abattaient sur la plaine.
Après la révolution en 1791 l'exercice du culte y fut suspendu ainsi que les processions annuelles. Le site, occupé par les soldats républicains, fut pillé, dévasté et laissé en partie ruiné en 1817. Le grand intérêt porté par les habitants de Millas à ce sanctuaire suscita sa restauration en 1819. La réouverture et la bénédiction de la chapelle eurent lieu le 23 octobre 1822. C'est à cette date que les processions reprirent.
L'exposition de cet édifice aux intempéries explique ses fréquentes restaurations, toujours faites par les habitants de Millas, Corneilla-la-Rivière et Montner. La dernière date de 1987-1988 sur l'initiative de l'association Notre Dame de Força Réal.
Les fêtes de la Vierge donnent lieu à des cérémonies le 14 août en soirée (veillée mariale et descente aux flambeaux), le 8 septembre (la Vierge est fêtée dans les 3 paroisses) et tous les vendredi saint.
Au XXe siècle, la position du piton rocheux fut la motivation pour la construction d'un relais hertzien qui arrose l'ensemble de la plaine du Roussillon.

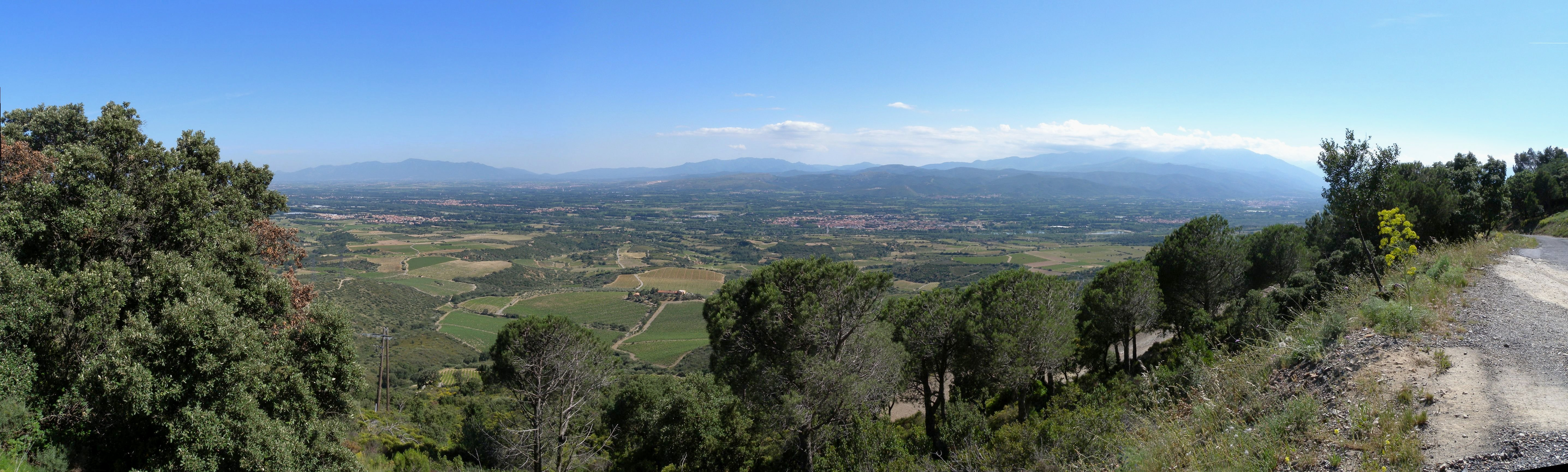
Vue depuis Força Réal vers le Canigou.

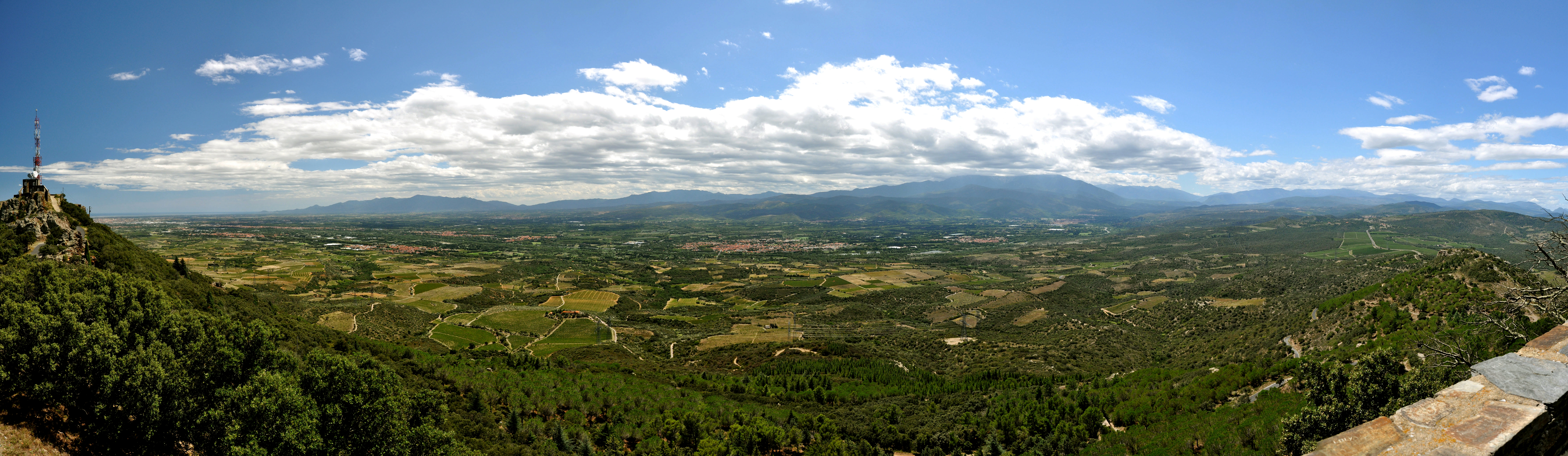
Vue depuis Força Réal vers la mer Méditerranée et le massif des Albères.